# SkyZone
SkyZone is een muziekalbum uit 2006 van de Amerikaanse toetsenist Kit Watkins. De muziekalbums van Watkins werden al jaren uitgegeven door obscure platenmaatschappijtjes of door hemzelf. Dit laatste is het geval met SkyZone.

## Musici
- Kit Watkins – alle instrumenten behave:
- Phil Grace - gitaar op (3);
- Fred Lyman - basgitaar (4)
- Helga Krabye - dwarsfluit, gitaar (10)
- Bill Smith - percussie op (10) en (11).

## Composities
1. Over canyons
2. The breathing zone
3. Harmonic hum
4. Sawing swaying
5. All hallows eve
6. SkyZone
7. premonitions 1
8. Prempnitions 2;
9. Waves against the grain
10. Moths drink the tears of sleeping birds
11. Far and above
12. The outer reaches.